# Anna Świrszczyńska

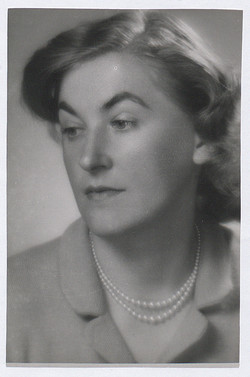
Anna Świrszczyńska (1948)

Anna Świrszczyńska (auch bekannt als Anna Swir; * 7. Februar 1909 in Warschau; † 30. September 1984 in Krakau) war eine polnische Dichterin und Dramatikerin. Ihre Werke thematisieren den weiblichen Körper, Sinnlichkeit, das Muttersein sowie ihre Erfahrungen im Zweiten Weltkrieg.

## Leben
Świrszczyńska besuchte das Janina-Tymińska-Gymnasium in Warschau und absolvierte 1927 das Abitur. Anschließend nahm sie ein Studium der polnischen Philologie an der Universität Warschau auf. Zu dieser Zeit begann sie, erste literarische Versuche zu verfassen, und konnte Gedichte in den Zeitschriften Płomyk und Wiadomości Literackie veröffentlichen. Während der deutschen Besetzung Polens arbeitete sie im Widerstand und nahm am Warschauer Aufstand als Krankenschwester teil. Die Erfahrungen des Kriegs sollten sie ihr Leben lang begleiten. Czesław Miłosz würdigte ihre feministischen Werke und ihre Person als eine große Erneuerin der polnischen lyrischen Sprache. Besonders die zwei Gedichtbände Jestem baba (1972) und Budowałam barykadę (1974) werden als bedeutsam angesehen.
1984 starb die Dichterin in Krakau im Alter von 75 Jahren. Eine Auswahl von Gedichten wurde von Karl Dedecius ins Deutsche übersetzt.

## Werke (Auswahl)

### Gedichtbände
- Wiersze i proza (1936)
- Liryki zebrane (1958)
- Czarne słowa (1967)
- Wiatr (1970)
- Jestem baba (1972)
- Poezje wybrane (1973)
- Budowałam barykadę (1974)
- Szczęśliwa jak psi ogon (1978)
- Cierpienie i radość (1985)

## Übersetzungen ins Deutsche
- Ich habe eine Barrikade gebaut – Ein großes literarisches Zeitzeugnis zum Warschauer Aufstand, Übersetzung von Peter Oliver Loew, Secession, Berlin 2024, ISBN 978-3-96639-107-8

## Ehrungen (Auswahl)
- Ritterkreuz des Ordens der Wiedergeburt Polens (1957)
- Offizierskreuz des Ordens der Wiedergeburt Polens (1975)
- Preis der Stadt Krakau (1976)